# كليمنت بوولنجر
كليمنت بوولنجر (بالفرنسية: Clément Boulanger)‏ هو رسام فرنسي، ولد في 1805 في باريس في فرنسا، وتوفي في 28 سبتمبر 1842 في مانيسا في تركيا.